# Урочище Березів яр
Уро́чище «Березів яр» — ботанічний заказник місцевого значення. Оголошений відповідно до Рішення 11 сесії Вінницької обласної ради 22 скликання від 17.12.1999 р. Розташований у долині р. Сільниця у поблизу с. Михайлівка Тульчинського району Вінницької області.
За фізико-географічним районуванням України (1968) ця територія належить до Гнівансько-Гайсинського району області Подільського Побужжя Дністровсько-Дніпровської лісостепової провінції Лісостепової зони. Характерною для цієї області є лучно-болотна заплавна річкова долина, тобто з геоморфологічної точки зору описувана територія являє собою заплавну терасу алювіальної акумулятивної рівнини.
Клімат території є помірно континентальним. Для нього характерне тривале, нежарке літо, і порівняно недовга, м'яка зима. Середня  температура  січня  становить  -5,5°...  -6°С,  липня +19°...+ 19,5°С. Річна кількість опадів складає 500-525 мм.
За геоботанічним районуванням  України  ця  територія належить до Європейської широколистяної області, Подільсько-Бесарабської  провінції,  Вінницького  (Центральноподільського) округу.
Рослинність заказника відзначаються  великою  видовою різноманітністю. Так, на території заказника зростають: амброзія полинолиста, оман високий, череда трироздільна, осот болотний, триреберник непахучий (родина складноцвітні), очерет звичайний, мітлиця звичайна, щучник дернистий, тонконіг лучний (родина злакові), перстач гусячий, лапчатка повзуча (родина розоцвітні), м'ята  водяна  (родина  губоцвітні),  щавель  кінський  (родина
гречкові),  подорожник  ланцетовидний,  подорожник  великий (родина подорожникові), осока звичайна, осока струнка (родина осокові), морква дика, собача петрушка (родина зонтичні), чина лучна, дрік красильний, люцерна хмелевидна (родина бобові). Зростають також деякі лікарські рослини, зокрема - звіробій.